# أنت ربيعي
أنت ربيعي (بالكورية: 너는 나의 봄)؛ هو مسلسل تلفزيوني كوري جنوبي من بطولة سيو هيون جين، كيم دونغ ووك، يون بارك ونام جيو ري. تم عرض المسلسل على قناة تي في إن في 5 يوليو 2021.

## روابط خارجية
أنت ربيعي على موقع IMDb (الإنجليزية)
- أنت ربيعي على موقع نتفليكس (الإنجليزية)
- أنت ربيعي على موقع كينوبويسك (الروسية)
- أنت ربيعي على موقع قاعدة بيانات الفيلم (الإنجليزية)